# Like This Like That (Jay Sean)
Like This Like That è un brano musicale del cantante britannico Jay Sean, in collaborazione con il rapper statunitense Birdman. Il brano è stato pubblicato come terzo ed ultimo singolo estratto dall'album Hit the Lights il 14 giugno 2011. Il video musicale prodotto per il brano è stato reso disponibile sul canale VEVO del cantante lo stesso giorno del singolo ed è stato diretto dai registi Jeffrey Panzer e David Rousseau.

## Tracce
Download digitale
1. Like This Like That feat. Birdman - 3:34